# سیارک ۹۱۱۲
سیارک ۹۱۱۲ (به انگلیسی: 9112 Hatsulars، نامگذاری:1997BU3) نه هزار و صد و دوازدهمین سیارک کشف شده‌است که در ۳۱ ژانویه ۱۹۹۷ کشف شد.
قدر مطلق سیارک برابر ۳۲.۳ است.